# Сент-Этьен-де-Бень

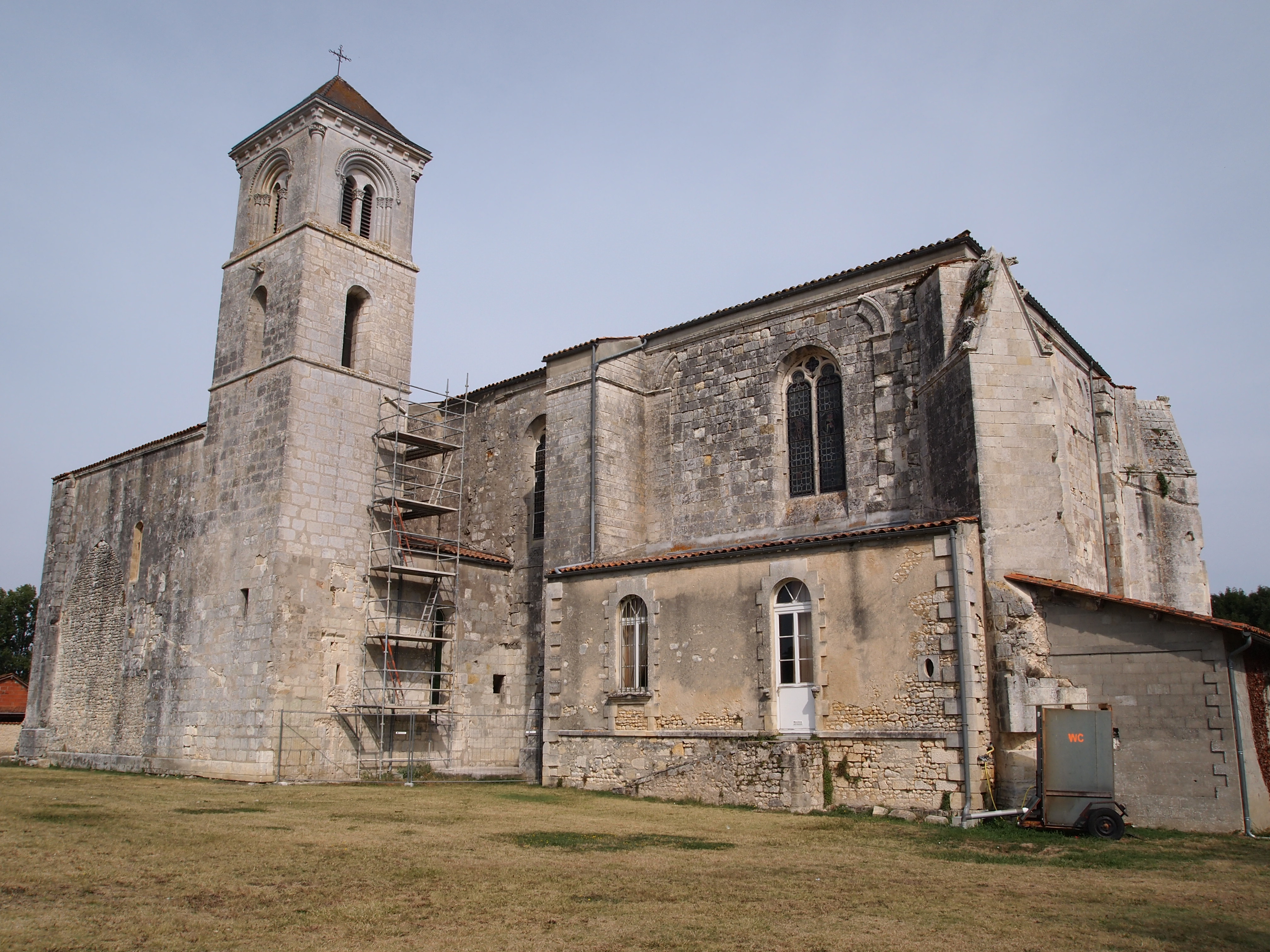
Аббатство Сен-Этьен-де-Бень

Сент-Этьен-де-Бень (фр. Abbaye Saint-Étienne de Baignes) — старинное бывшее бенедиктинское аббатство в коммуне Бень-Сент-Радгонд.
По легенде, аббатство основано во II или III веке святым Марциалом, позже разрушено сарацинами, но восстановлено Карлом Великим. Однако, никаких достоверных сведений о наличии в данном месте какого-либо монастыря до 769 года нет. Начало строительства нынешнего здания церкви в романском стиле датируется между 1060 и 1066 годами, самый старый найденный устав датирован 14 февраля 1083 года, где указано, что аббатство Бень посвящено Первомученику Стефану.
Несколько веков аббатство процветало, ему принадлежало около пятидесяти приходов, большинство из которых находились по соседству. Позднее оно пострадало от вторжений англичан, но основной урон понесло во время религиозных войн XVI века. Ко времени Великой французской революции в аббатстве проживало несколько монахов. Постройки аббатства были конфискованы на светские нужды, монахи изгнаны, а церковь стала приходской, ею она остаётся до настоящего времени.
С 1992 года Сент-Этьен-де-Бень внесён (записан) в базу Мериме как исторический памятник.

## Галерея

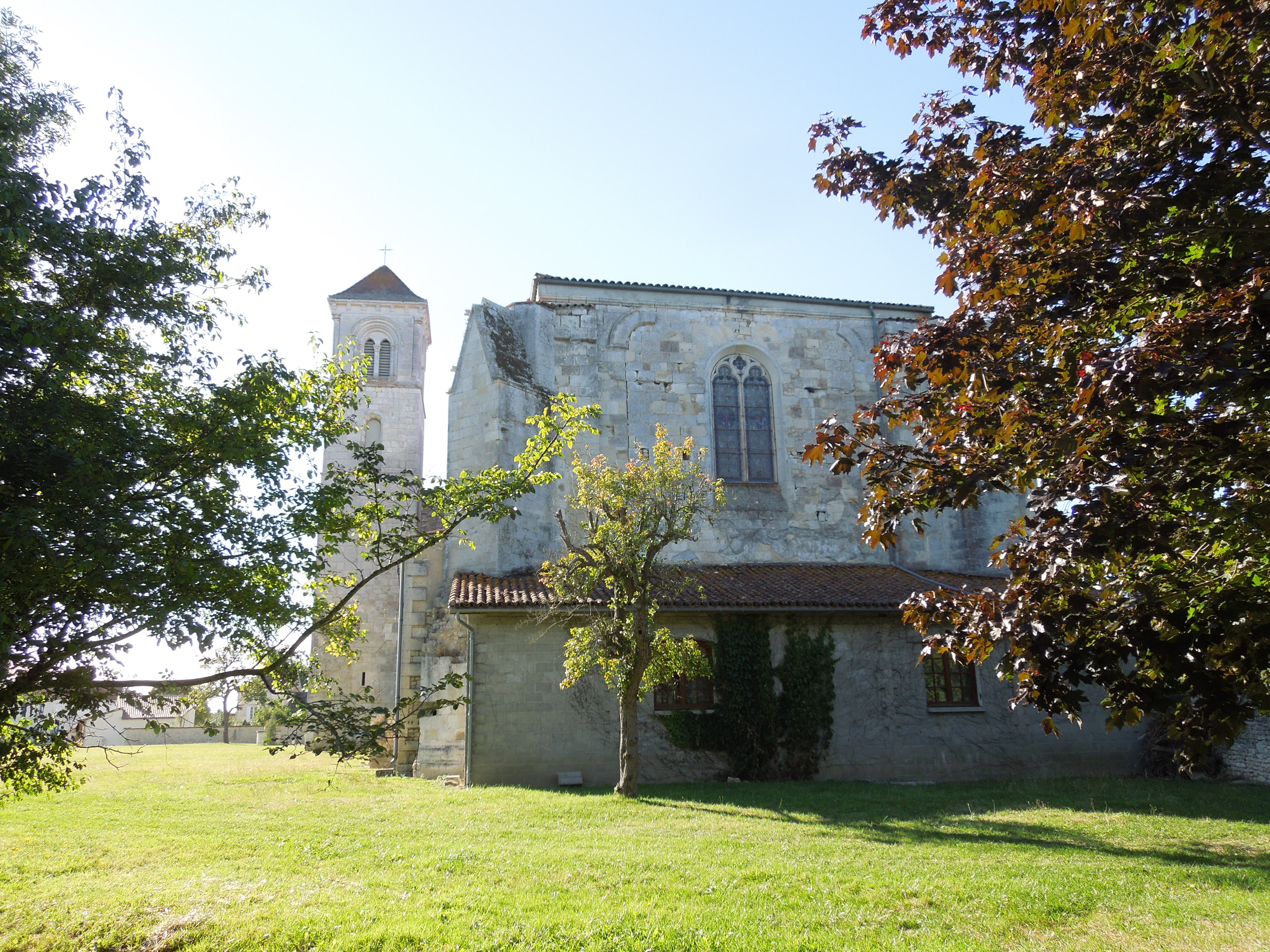
Вид с восточной стороны
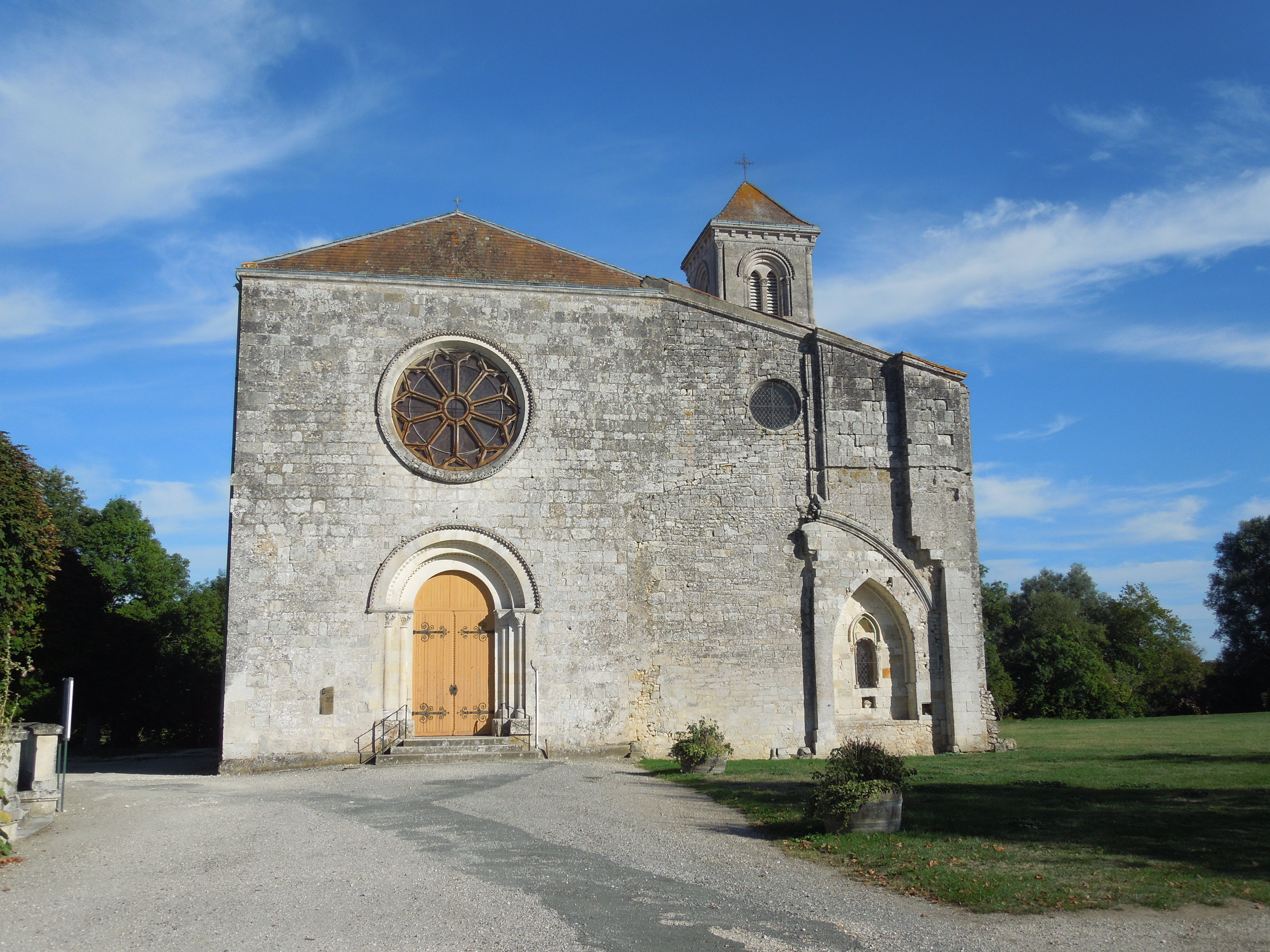
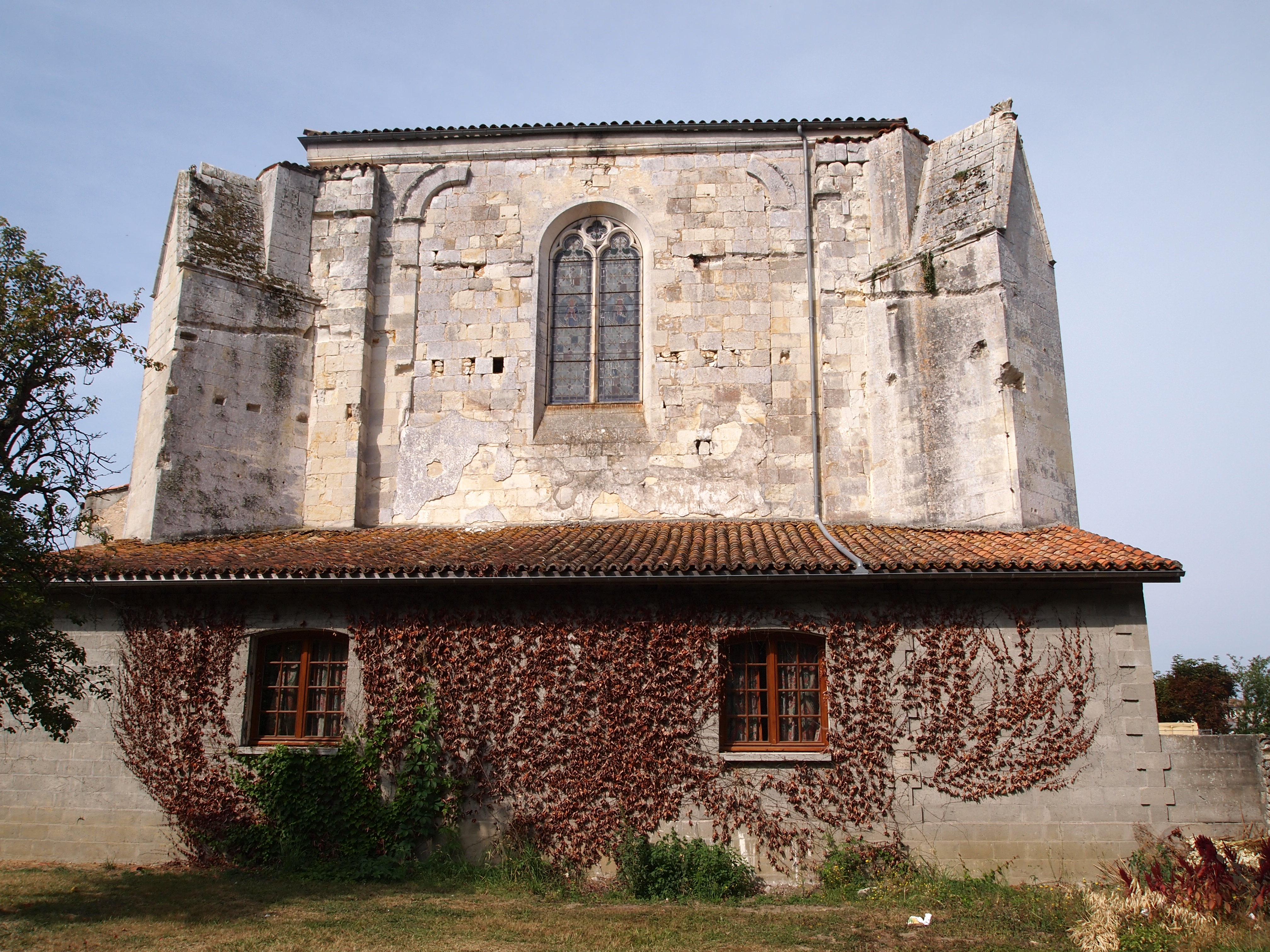
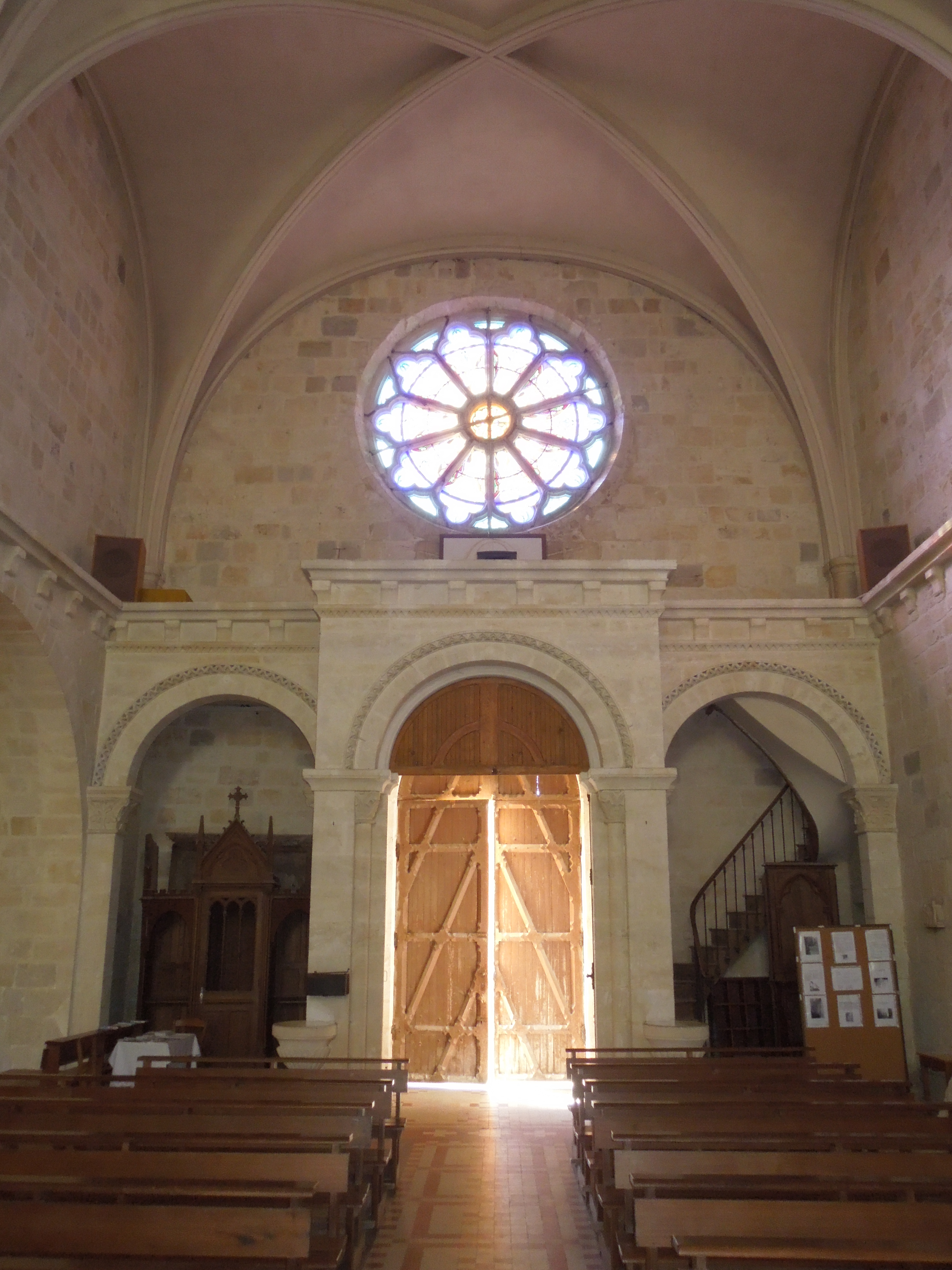
Вид от алтаря